# Hidrotungstita
La hidrotungstita és un mineral de la classe dels òxids.

## Característiques
La hidrotungstita és un hidròxid de fórmula química WO₂(OH)₂(H₂O). Cristal·litza en el sistema monoclínic. La seva duresa a l'escala de Mohs és 2. La hidrotungstita és inestable i es deshidrata a tungstita, de manera que la majoria d'exemplars de les col·leccions sistemàtiques ja no són hidrotungstites. És l'homòleg hidratat de la liguowuïta.
Segons la classificació de Nickel-Strunz, la hidrotungstita pertany a «04.FJ: Hidròxids (sense V o U), amb H₂O +- (OH); octaedres que comparteixen angles» juntament amb els següents minerals: meymacita, sidwil·lita, tungstita, ilsemannita i parabariomicrolita.

## Formació i jaciments
Va ser descoberta a Bolívia, concretament a la mina San Antonio de Calacalani, situada a la província de Cercado (Oruro), una mina de la que es van extreure 800 tones de tungstita/hidrotungstita durant la Primera Guerra Mundial i que ara està completament exhaurida. Tot i tractar-se d'una espècie no gaire habitual ha estat descrita en tots els continents del planeta a excepció d'Oceania i de l'Antàrtida.